# أفعى مغاربية
الأفعى المغاربية أو أفعى موريطانية (الاسم العلمي: Daboia mauritanica) هي نوع من الأفاعي السامة المتوطنة في شمال إفريقيا من أقصى شمال غرب ليبيا إلى المغرب جنوبًا وتعتبر أكثر الأنواع السامة انتشارًا في المنطقة المغاربية، هذا النوع يتبع جنس الدبواء من فصيلة الأفعويات.

## الانتشار والموطن
الأفعى المغاربية مستوطنة في المغرب العربي وتحديدا في المغرب والجزائر وتونس، على الرغم من أن حدود توزيع النوع غير واضحة حتى الآن. في المغرب هي الأفعى ذات توزيع الأوسع، حيث يمكن العثور عليها من مستوى سطح البحر حتى 2300 متر، على الرغم من أنها أكثر وفرة في الريف حيث توجد على ارتفاع يتراوح بين 200-600 متر. هي مألوفة في الظروف المناخية الجافة وشبه الجافة، بينما تكون نادرة في المناطق الرطبة. في جبل جروز بمنطقة فجيج، تم العثور عليها حسل تقرير مؤكد عام 1922.
هذا النوع شائع جدًا في العديد من الموائل ولكن يبدو أنه أكثر وفرة في البيئات الصخرية حول الأنهار، حيث تجد الكثير من الملاجئ والفرائس. عادة ما تكون ملاجئ في جدران بها شجيرات شائكة وربما ساعد في ذلك الزراعة المكثفة للصبار الهندي (الاسم العلمي:Opuntia ficus-indica) في الكثير من نطاقها، والتي تعمل كمأوى في البيئات الحيوية الصخرية ذات الغطاء الشجري المنخفض في مدن من شاكلة مراكش، أكادير، تافراوت، تزنيت، سيدي إفني... إلخ. من أكادير في الشمال إلى الجنوب طانطان تعتبر وفيرة نسبيًا في المناظر الطبيعية لسهوب المحيط الأطلسي التي يهيمن عليها نبات اللبانة المغربية وحيث يوجد الكثير من أعشاش الثدييات الصغيرة. وفقًا للاكتشافات الحديثة، فإنها تشترك في الموطن مع أفعى كبيرة أخرى، وهي الأفعى النفاثة (الاسم العلمي:Bitis arietans)، وعلى الرغم من أن الأفعى المغاربية لديها ميل للمناطق الصخرية التي فوق الأفعى النفاثة، يمكن لكليهما العيش معًا على أسرة الوديان ومناطق أخرى من الرمال والشجيرات حيث يمكنهما مشاركة نطاقهما مع الأفعى القرناء (الاسم العلمي:Cerastes cerastes). لا يحدث تداخل الموائل هذا في المناطق الجبلية في شمال المغرب بين الأفعى المغاربية وأفعى الأطلس القزمة (الاسم العلمي:Vipera monticola).

## الوصف
يصل الطول الإجمالي للأفعى المغاربية إلى 181 سم في البرية. على الرغم من أنها لا تتجاوز عادة 130 سم، لكن وصلت العينات الأسيرة إلى 240 سم. الرأس كبير ومتباين بشكل واضح عن الجسم. يتكون الجزء العلوي من الرأس من العديد من الحراشف الصغيرة المقعرة المشابهة للحراشف الظهرية. العيون كبيرة نسبيا مع بؤبؤ عمودي. عادة ما يكون لها شريط ملون، أغمق من لون الخلفية، يمتد من نهاية الفك إلى فتحتي الأنف مروراً بالمنطقة الصدغية والعينين (يعرض الأخير عادةً نغمتين، واحدة أكثر وضوحًا في النصف العلوي ولون أغمق، مثل لون الشريط، في النصف السفلي، مما يمنح الشريط استمرارية). قد يكون لها أيضًا بقع أخرى بين العينين وعلى الشفة العلوية 3-5 وبين فتحات الأنف والشفة العلوية الأولى. يعد تلوين الرأس بالتأكيد جزءًا مهمًا من إستراتيجية التمويه المذهلة التي تسمح لهذه الأفاعي الكبيرة في موائلها بالمرور دون أن يلاحظها أحد من قبل الفريسة المفترسات.
الجسم ممدود ولكنه متين ويتكون من 27 صفًا من الحراشف الظهرية على طول مركز الجسم. لها ألوان متغيرة ولكنها عادة ما تكون رمادى ة أو بنية. بشكل استثنائي بعض الأفراد لديهم ألوان محمرة جدًا. والعينات المخضرة معروفة أيضًا في منطقة تارودانت. وهي معروفة بنمط تصبغ على طول المنطقة الظهرية يتكون من بقع دائرية أكثر أو أقل ومرتبة بشكل متعرج. يعتمد التباين بين هذا التعرج ولون الخلفية على الجمهرات وعمر الفرد، ويتلاشى إلى حد غيابه لدى بعض الأفراد (غالبًا ما تكون العينات الطاعنة في السن ذات ألوان باهتة بينما يكون اليوافع أكثر تباينًا). على الرغم من وجود استثناءات، تم العثور عمومًا على أفراد متباينين بشدة في شمال الأطلس بينما تكون عينات جنوب أطلس «باهتة» عادةً (تم وصف الشكل «الباهت» لأفراد من الأطلس الصغير والنهاية الجنوبية الغربية للنطاق). تم العثور على كلا الشكلين بين أكادير وطانطان، حيث يوجد تنوع أكبر في الأنماط والألوان. الحراشف الموجودة في طرف نهاية الذيل لبعض العينات، لها مظهر محبب ملفت (على سبيل المثال على عينة موجودة في منطقة الدار البيضاء) وفي كثير من الحالات يكون لونها مختلفًا (أصفر فقط في «البطن» في عينة من الدار البيضاء والصفراء بالكامل في عينة صغيرة وجدت في منطقة فجيج). قد يعني هذا استخدام الذيل كإغراء تكتيكي كما هو معروف بالفعل في الثعابين الأخرى، مثل العديد من الأفعويات.

## الغذاء
تعتمد هذه الأفاعي على القوارض كغذاء رئيسي لها وتأكل أيضا الطيور والزواحف الصغيرة.

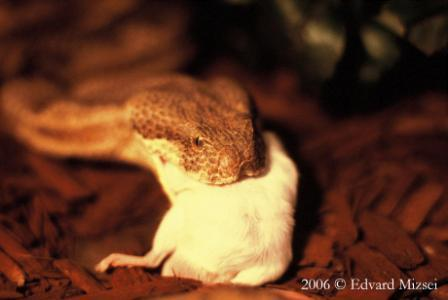